# ريتشارد سميث (مدرب رياضي)
ريتشارد سميث (بالإنجليزية: Richard Smith)‏ هو مدرب رياضي أمريكي، ولد في 17 أكتوبر 1955.